# Хаджи-Ахмад
Хаджи́-Ахма́т (Хожак-султан, Хаджике) — номинальный хан Золотой орды, сын хана Ахмата, убитого вскоре после неудачного похода на Русь, завершившегося стоянием на Угре.
После гибели Ахмат-хана борьбу за наследство продолжили его сыновья Муртаза, Сайид-Ахмад и Шейх-Ахмед. Они уже не обладали такой властью как их отец, но могли собрать достаточное число сторонников, что позволяло им оставаться на политической арене ещё около 50 лет. Другие сыновья Ахмата, примыкали к кому либо из этих трех братьев. Основным направлением борьбы в этот период была борьба с Крымским ханством. Хаджи-Ахмат, придерживался Шейх-Ахмеда, и был объявлен его калгой. В 1497 году он был послан Шейх-Ахмедом к литовскому князю Александру для переговоров о возможном союзе против Крымского хана. Но Александр уклонился от определенного ответа, так как вел переговоры с крымским ханом Менгли I Гиреем.
Зимой 1500—1501 года Шейх-Ахмед готовит нападение на Крым, он призывает своих братьев Сайид-хана и Муртазу, а также старого союзника астраханского хана Абд ал-Керима. Однако к Шейх-Ахмеду присоединился только Сайид-хан. Братья встретились у впадения в Дон реки Сосна. Менгли I Гирей со своими войсками уже ожидал их. Братья встали укреплённым лагерем, но между ними произошла бессмысленная ссора, в результате Сайид-хан и ещё один брат Бахадур-султан покинули лагерь. С Шейх-Ахмедом остались братья Хаджи-Ахмад и Джанай, а также бекляри-бек Таваккул.
После серии военных неудач в 1504 году Шейх-Ахмет оказался в литовском плену. Ногайцы и часть литовской знати, настроенной против Крыма, неоднократно обращались к Сигизмунду с просьбой освободить Шейх-Ахмета. Хаджике был в плену с Шейх-Ахметом, но был отпущен раньше и нашёл пристанище у своего брата Музаффара, который пользовался покровительством астраханского хана Джанибека. В 1514 году Джанибек, Музаффар и Хаджике напали на ногайские улусы Шейх-Мухаммеда, который вёл неудачную для него междоусобную войну со своим братом Алчагиром и спасался на правом берегу Волги. Шейх-Мухаммед был разгромлен а его улусы захвачены.
Шейх-Мухаммед безуспешно пытался примириться с братом, после чего решился на отчаянный шаг. Он прибыл к ордынским царевичам. Предложив им традиционный союз, одного из царевичей провозглашают ханом, а он становится беклярбеком при хане. В итоге осенью 1514 года ханом провозгласили Хаджике. Произошло это на Тереке в присутствии братьев Хаджике: Муртазы, Музаффара и ногайской знати. Первым действием нового правителя было устранение конкурентов. Хаджике и Шейх-Мухаммед ограбили детей Музаффара, а одного из них арестовали. Музаффар с другим сыном бежали в Астрахань. Шейх-Мухаммед после этого сумел одолеть своего конкурента Алчагира. Однако в 1519 году началось казахское нашествие. Шейх-Мухаммад был разбит казахами, а затем убит астраханским ханом  Джанибеком и Хаджике лишился своего министра-покровителя.

## Источник
- Почекаев Р. Ю. Цари ордынские. Биографии ханов и правителей Золотой Орды. — СПб.: Евразия, 2010. — 408 с. — ISBN 978-5-91852-010-9.
- В. В. Трепавлов. История Ногайской Орды. Москва. Издательская фирма «Восточная литература», РАН
- И. В. Зайцев. Астраханское ханство. Москва. Издательская фирма «Восточная литература», РАН